# 歌帝梵巧克力

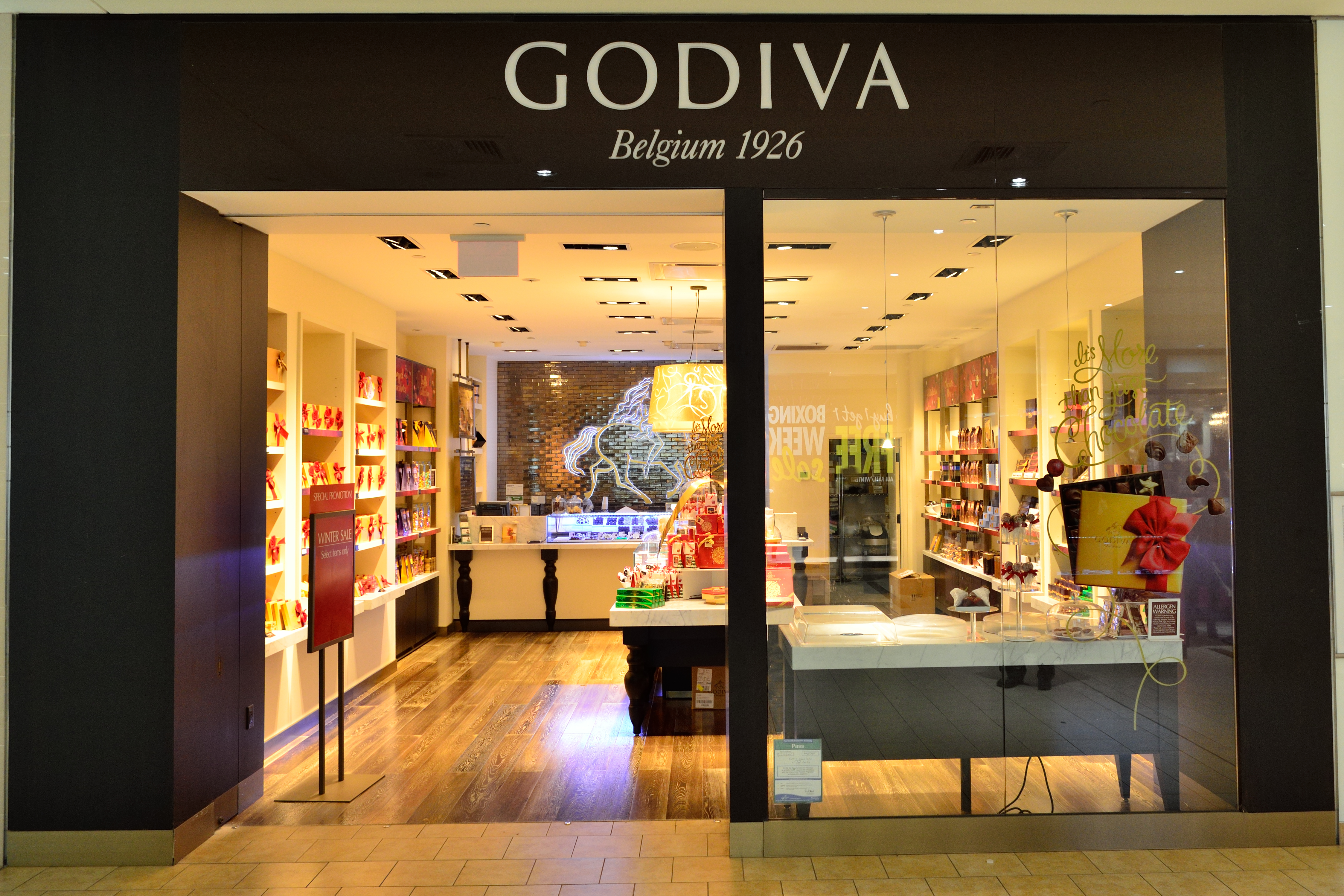
加拿大安大略省布蘭普頓店

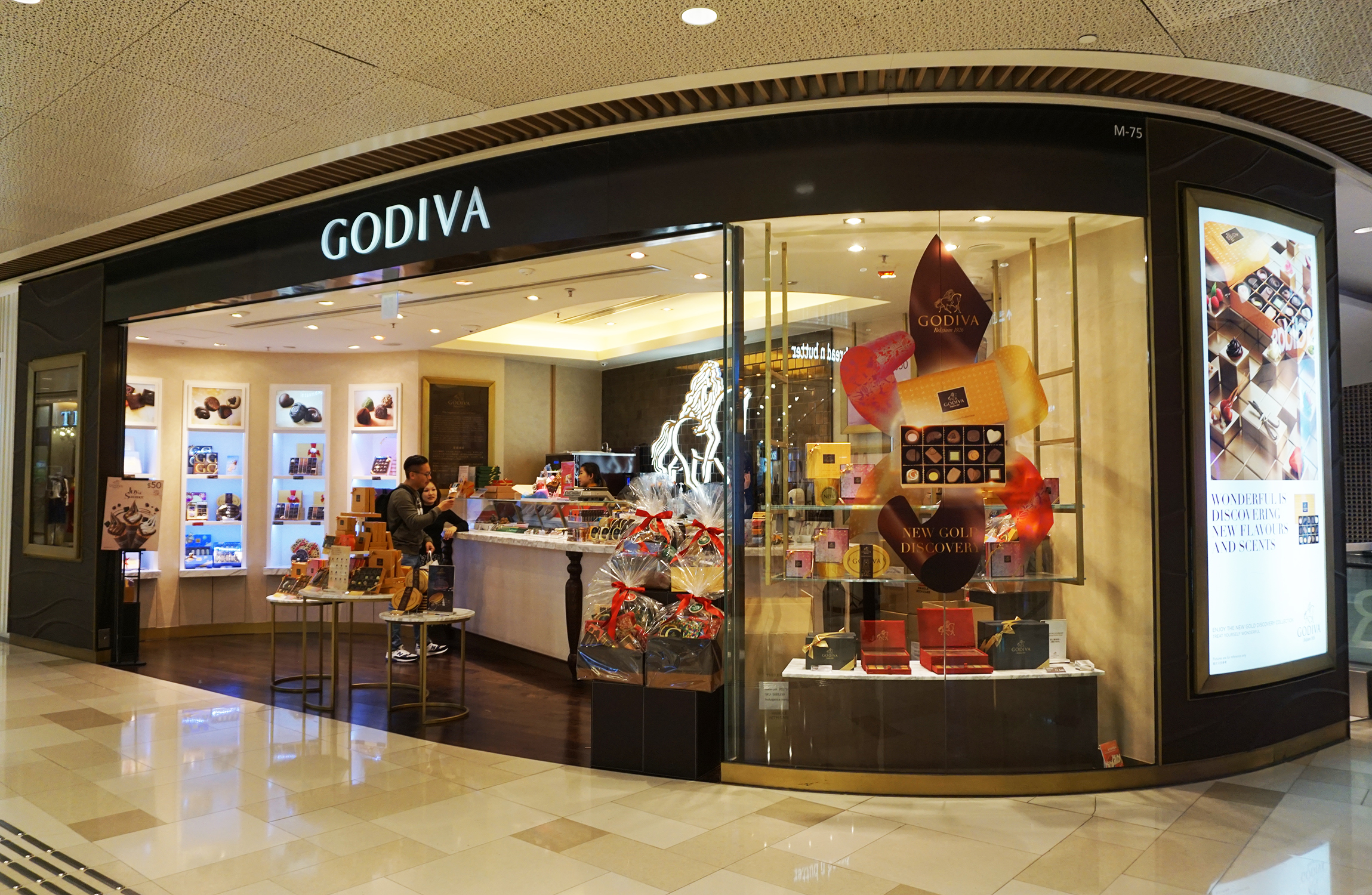
香港屯門店

歌帝梵巧克力（法語：GODIVA Chocolatier），是一個高級巧克力品牌，為比利时皇家認證供應商，於1926年由比利时人Joseph Draps在比利時首都布魯塞爾創立，2007年11月20日由土耳其Yıldız Holding集團從美國金宝汤公司所收購。現今約有數百間零售店設立於世界各地，亞洲內包括中国大陆37间分店、香港17間，澳门2間、台灣25間、新加坡3間、马来西亚2間、日本各地200間以上等；另外在歐洲、美國等地均有設店。
GODIVA也生產了KOSHER及Halal認證的黑巧克力及無糖巧克力。

## 歷史
歌帝梵巧克力的經營起源於1926年的比利時布魯塞爾德萊普（Draps）家族，初時只以小型的批發方式製作和販售巧克力。在二戰之後，由其第二代在當地繼續經營，而後在1958年於巴黎開設第一間海外據點，並於1995至98年投入大中華市場。
GODIVA的名稱和商標源自於戈黛娃夫人（Lady Godiva），而騎馬徽號又叫做性感徽號，為十一世紀初英國盎格魯地區的傳說。而「GODIVA」的唸法，在此品牌發跡地比利時布魯塞爾（官方語言為法語與荷蘭語）一帶的巧克力製造商都念作「god ee' va」（音近中文譯音「歌帝梵」），與英語發音的「guh dahy vuh」有所區別。

## 食品安全問題
2021年12月，歐盟的食品及飼料快速預警系統（RASFF）通報，法國製造的「GODIVA」冰淇淋產品，使用的刺槐豆膠檢出一級致癌物環氧乙烷（ETO）超過歐盟標準，該產品由台灣衛生福利部食品藥物管理署及香港食物安全中心確認在台灣及香港地區有銷售該違規產品，台灣林口長庚醫院臨床毒物中心主任顏宗海表示就該物質的毒性來看，長期且大量接觸的話，會增加致癌風險，且有周邊神經病變的可能性。

## 画廊

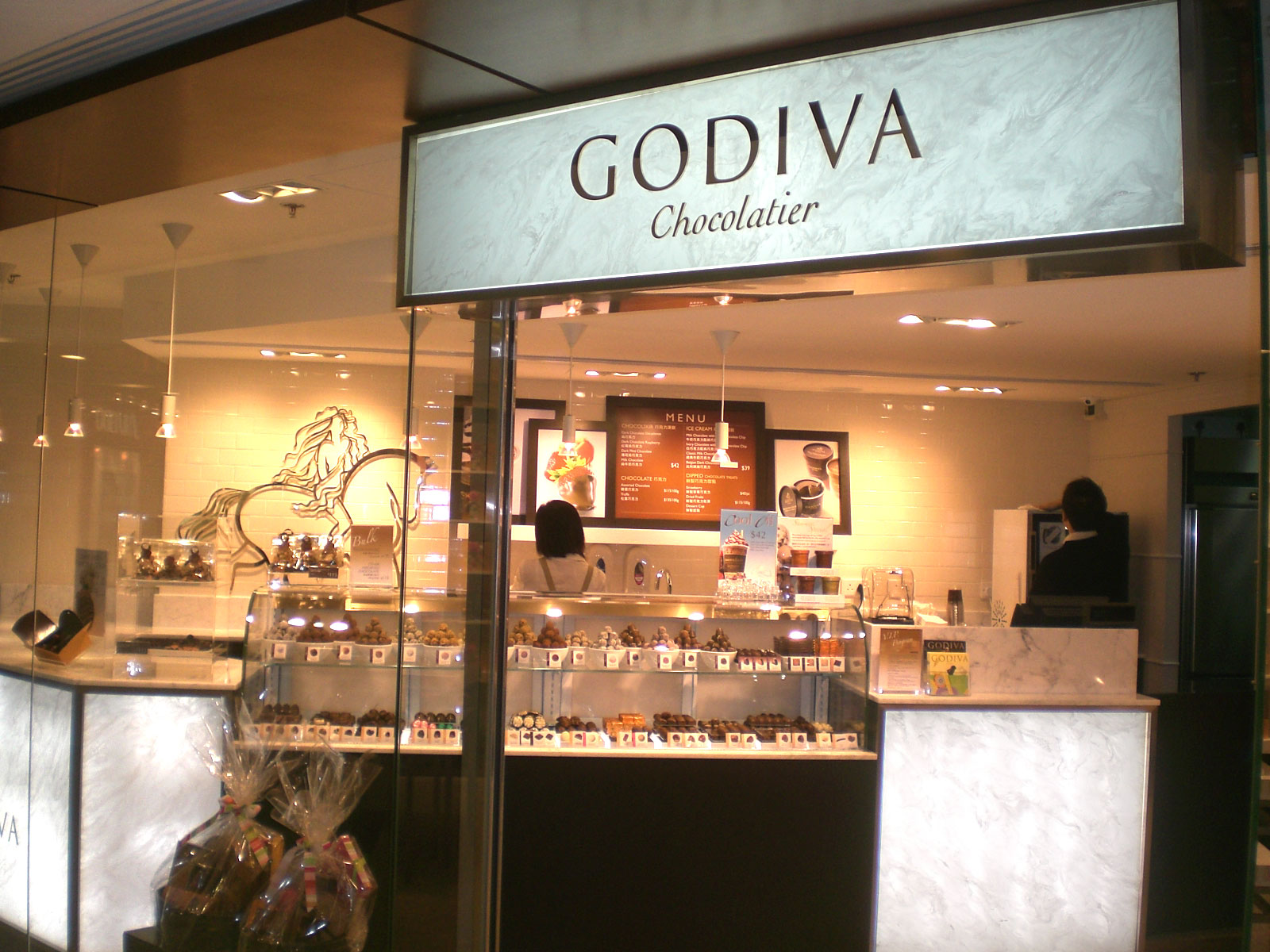
香港九龍灣店
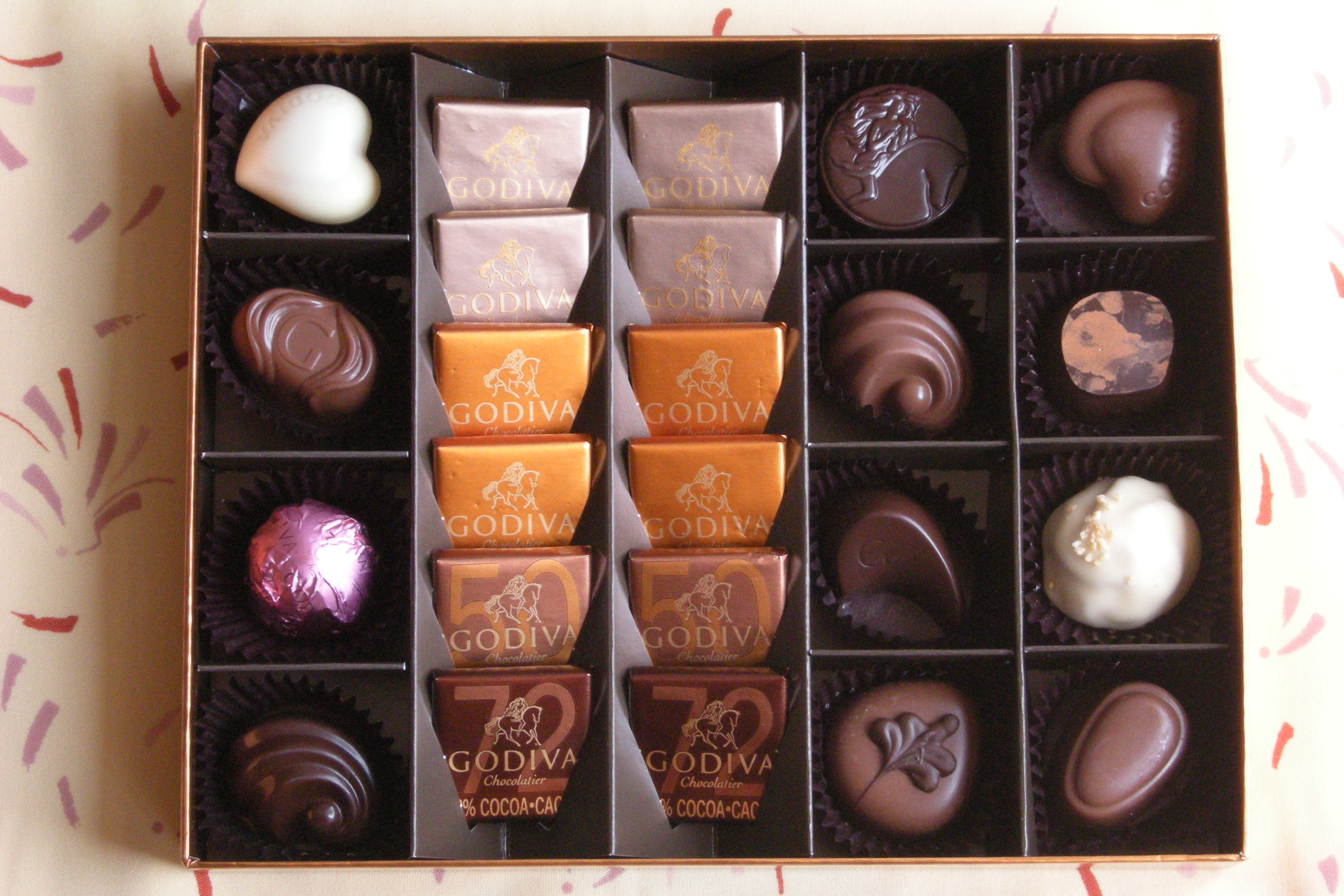
歌帝梵巧克力禮盒
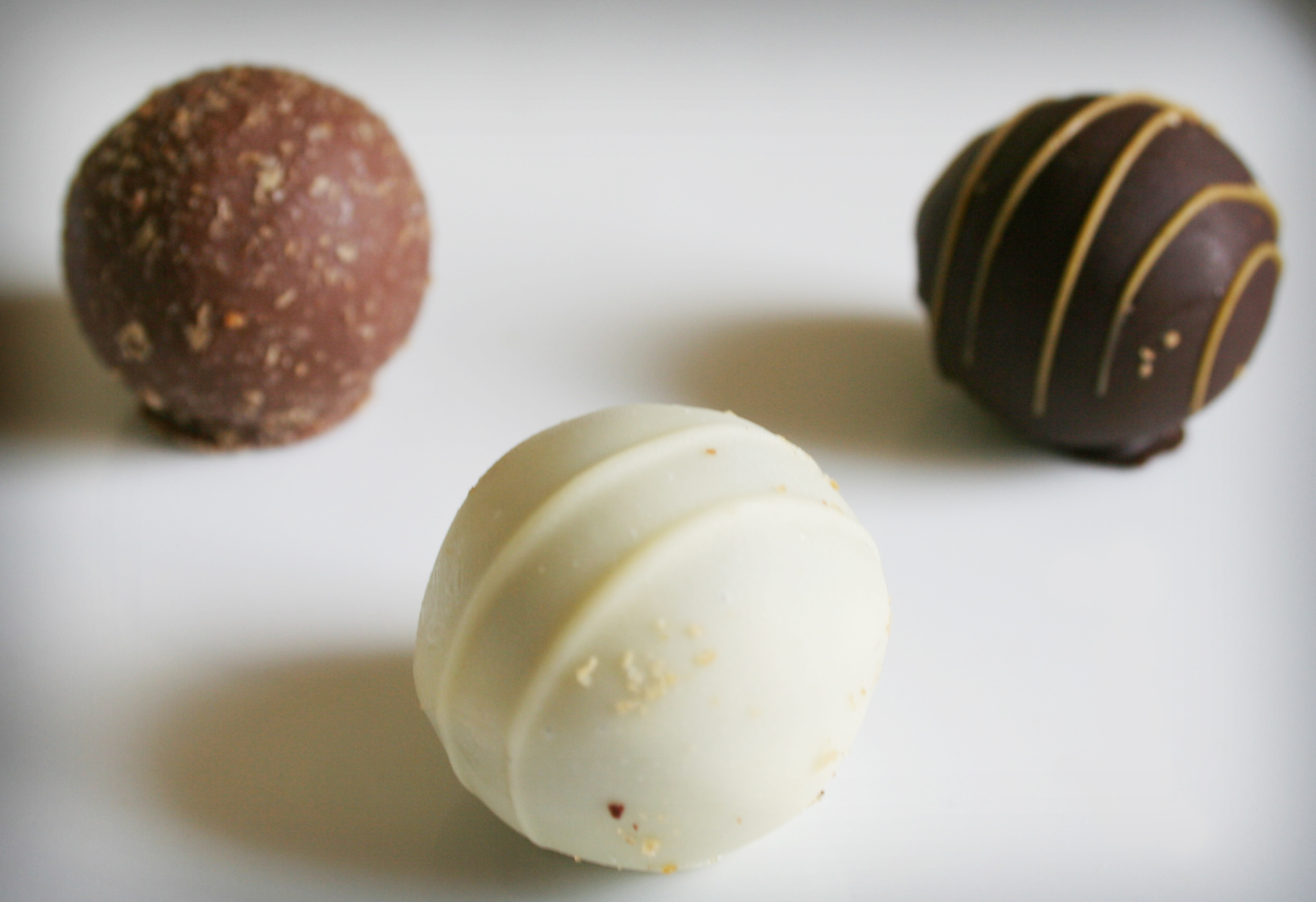
三顆歌帝梵松露巧克力，分別為香蕉白巧克力、香橙白巧克力及芒果巧克力
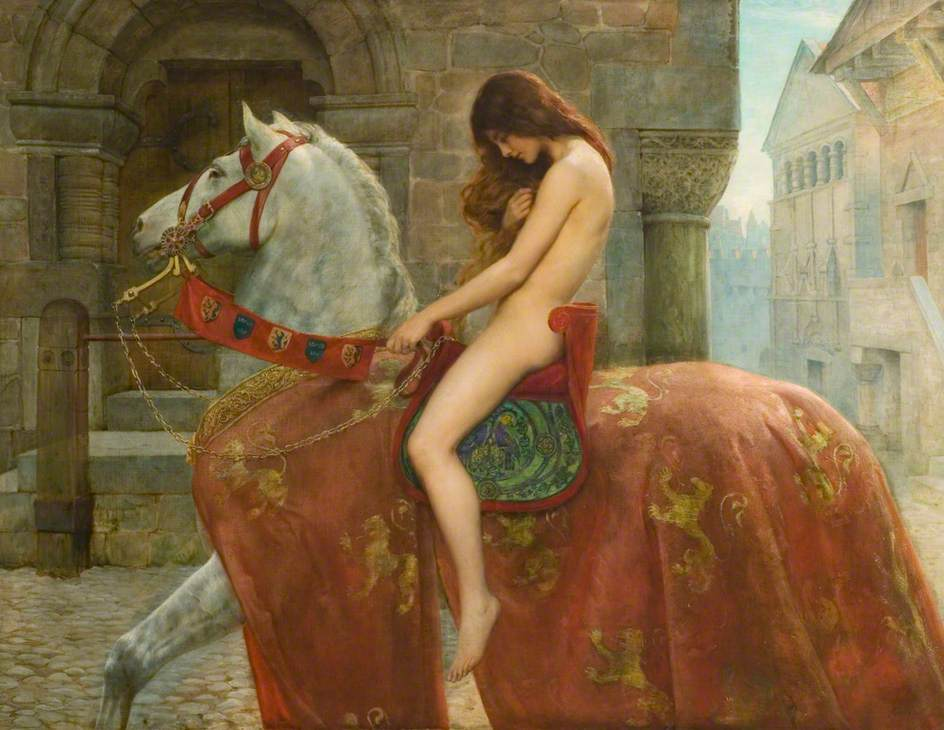
歌帝梵名稱起源，英國中世紀傳說中戈黛娃夫人